# Municipio de San Miguel del Puerto
El municipio de San Miguel del Puerto es un municipio del estado mexicano de Oaxaca.

## Geografía

### Límites municipales
Tiene límites administrativos con los siguientes municipios y/o accidentes geográficos, según su ubicación:
| Noroeste: San Juan Ozolotepec                | Norte: San Juan Ozolotepec, San Carlos Yautepec |                                                |
| Oeste: Santiago Xanica, Santa María Huatulco |                                                 | Este: San Carlos Yautepec, San Pedro Huamelula |
|                                              | Sur: Santa María Huatulco                       | Sureste: Golfo de Tehuantepec                  |

### Clima
El clima de este municipio es caluroso en los meses de enero a junio, en la mitad del año con temperatura templada y temperaturas frescas con viento al fin del año.

## Flora y fauna
Posee una extensa biodiversidad de fauna y flora, como por ejemplo venado, jabalí y el conejo.

## Actividad económica
Se cultiva frijol, maíz, sésamo, sorgo, sandía, melón, jitomate y cacahuate. Se cría ganado bovino, caprino y porcino. Se capturan pescados y mariscos con posibilidad de ser comercializados en Salina Cruz. Se explotan maderas, palma real, piedra caliza. Se puede registrar actividad gastronómica.